# La muñeca perversa
La muñeca perversa es una película de slasher y terror psicológico mexicana de 1969, dirigida por Rafael Baledón, sobre el guion escrito con Ramón Obón, y protagonizada por Marga López, Joaquín Cordero, Lilia Michel, Ofelia Guilmáin, Rosangela Balbó y Norma Lazareno, con las actuaciones especiales de Carmen Montejo y Roberto Cañedo. 
La historia relata la complicada vida de la joven Rosi, que ante la ausencia de sus padres, crece con sentimientos de odio y rencor hacia su propia familia.

## Argumento
En un hospital psiquiátrico, una mujer golpea con una silla a su enfermera y escapa. En otra parte, en el cementerio de los ahúses, se está realizando el entierro de Isabel Montenegro. Durante el mismo, la nieta de Isabel, una joven llamada Rosi, se muestra indiferente ante la situación e incluso coquetea con su tío, Federico. En la casa familiar, Luisita, la pequeña hija de Julieta Montenegro, que a su vez es hija de Isabel, entra a una casa aledaña que era propiedad de los padres de Rosi. Ahí encuentra una muñeca de trapo y se presenta un flashback en el que los papás de Rosi, la mujer que escapó del hospital, Elena, y Ricardo Montenegro, se hallan en un desfile de moda que Elena organizó con la esperanza de convertirse en una diseñadora de modas importante; la muñeca es un obsequio que Ricardo le da a su esposa. El evento es boicoteado por los invitados, quienes fueron contratados por Ricardo para echar a perder la presentación de Elena, todo esto al no querer que ella continúe con sus sueños como diseñadora y solo esté presente para él.
Rosi, Julieta, y las otras dos hijas de Isabel, Leticia y Jenny, que está en silla de ruedas, regresan a la casa. Al llegar reciben una llamada en la que se les comunica que Elena escapó del manicomio. Asustadas, se comunican con Ricardo y Federico para informarles lo acontecido; ambos aún están en el cementerio intentando impedir la exhumación de Isabel por una denuncia interpuesta por Leticia, quien está segura de que su madre fue asesinada. Leticia cree que esto es verdad debido a que por alguna razón se ha encontrado enferma con los mismos síntomas que llevaron a la muerte a su mamá. En otra habitación, Rosi atormenta a Julieta con temas relacionados al sexo, los cuales la incomodan. En camino a casa, Ricardo le cuenta a Federico que posiblemente todo lo que le ocurrió a Elena fue su culpa, relatándole una historia en la que cuando Elena y su madre Isabel se conocieron, esta última la llamó «extraña» y jamás la aceptó ni en su casa ni como su esposa; esta situación provocó que Elena desarrollara un hábito muy fuerte por el alcohol. Su relato continúa contándole que cuando los dos decidieron construir su propia casa aledaña a la de Isabel, con el fin de mudarse para no tener más problemas, Isabel decidió tapiar las ventanas de su casa para no tener que verlos, lo que nuevamente provocó una recaída alcohólica en Elena.
En otro flashback, Rosi recuerda que con ayuda de un hombre llamado Larry, solía conseguir botellas de alcohol de contrabando para dárselas a su madre Elena, con el fin de que ella le mostrara algún tipo de cariño maternal. Posteriormente, Rosi encuentra la muñeca de su madre y una botella con pastillas de luminal, un barbitúrico que administra en un vaso de leche que Julieta se encontraba bebiendo. Cuando ya todos están reunidos en la casa, discuten por haber tomado la decisión de exhumar a Isabel, hasta que escuchan un grito de Luisita, quien está aterrada al encontrarse amenazada por Rosi con unas tijeras. Una vez aclarado todo, Rosi insistentemente le pregunta a su padre el por qué de la exhumación de su abuela y qué exámenes le harán, pero él le dice que no se preocupe por ello. Regresando a su discusión mientras son espiados por Rosi, empiezan a hablar sobre Elena y sobre la muerte de un jardinero que trabajaba en la casa, en tanto en un flashback Rosi recuerda felizmente lo que pasó; dicho jardinero había encontrado unas botellas de alcohol que Rosi escondía para su mamá, cuando este la amenazó diciéndole que se lo informaría a su abuela Isabel, ella tomó una azada y se la clavó en la espalda, para luego acuchillarlo varias veces con la misma. Cometido el crimen, corrió en busca de su madre Elena, a quien le dio la estaca y la llevó a la escena del crimen para enseguida gritarle a sus tías y a su abuela con el fin de inculparla por el asesinato. A causa de esto, Elena fue sometida a un tratamiento de terapia electroconvulsiva en una institución psiquiátrica estatal, en la que fue recluida al ser declarada una «demente»; durante el procedimiento, Rosi la observaba sonriente y sin remordimientos a pesar de verla sufrir.
El forense encargado de la autopsia de Isabel llama a la casa y le informa a los hermanos que su madre fue envenenada, Rosi escucha lo acontecido y se pone en alerta. Ricardo y Federico se van a ver al médico para obtener más información, dejando solas a Rosi, Julieta, Isabel, Leticia, y Luisita. Rosi se escapa por una ventana y entra a la antigua casa de sus padres, donde se topa con Larry, quien la asusta y le asegura que tiene algo para ella que «le va a gustar mucho», pero solo se lo dará a cambio de tener relaciones sexuales. Ella no acepta y él la amenaza con exponerle a su familia lo que hicieron: alentar el alcoholismo de Elena y asesinar a la abuela Isabel con veneno para ratas. En consecuencia, Rosi lo engaña besándolo para matarlo clavándole unas tijeras en el pecho. En otro cuarto de la casa, Jenny platica con Leticia y acepta que está de acuerdo con ella en cuanto a sus sospechas sobre el asesinato de su madre, ya que rememora que terminó en silla de ruedas luego de que alguien la empujara por las escaleras de la casa. Mientras las hermanas se preparan para ir a dormir, Rosi, asustada con ser descubierta por sus actos, las mata una por una: primero Julieta se desvanece por la sobredosis de barbitúricos en su vaso de leche, después ahoga a Leticia en la bañera mientras tomaba un baño, y finalmente asesina a Jenny dejándole caer un candelabro encima.
Luisita termina siendo la última sobreviviente, y cuando Rosi esta dispuesta a eliminarla con un cuchillo de carnicero, Elena aparece por detrás y la detiene. Ricardo y Federico regresan a la casa al enterarse de que alguien de la familia fue quien mató a Isabel. Cuando llegan se encuentran con la masacre desatada por Rosi; Julieta logra sobrevivir a la sobredosis y poco a poco vuelve en si. Por otra parte, Elena, en la casa que construyó con Ricardo, empieza a destruir varias lámparas de queroseno con la finalidad de iniciar un incendio, acción que logra concretar. Encerrada en la casa junto a su hija Rosi, ambas tranquilamente esperan la muerte, mientras Ricardo, Federico, Julieta, y Luisita, observan la casa consumiéndose en llamas.

## Reparto
- Marga López como Elena[3]
- Joaquín Cordero como Ricardo Montenegro[3]
- Lilia Michel como Julieta Montenegro[3]
- Ofelia Guilmáin como Isabel Montenegro[3]
- Rosángela Balbó como Leticia[3]
- Norma Lazareno como Rosi[3]
- Carmen Montejo como Jenny[3]
- Roberto Cañedo como doctor Federico Rovelo[3]
- Ana Graham como Luisita[3]
- Carlos Martínez Baena como profesor[3]
- Salomón Leiter como Larry[3]
- Armando Acosta[3]
- Carmen Serral como modelo[3]
- Ma. Rosa Serral como modelo[3]
- Norma Elena Alarcón como modelo[3]

### Sin acreditar
- Carlos Guisa Hohenstein[3]
- José Luis Carol como médico forense[3]
- Leonor Gómez como sirvienta[3]
- Regino Herrera como jardinero[3]
- Myron Levine como hombre que vende terreno[3]
- Rubén Márquez como hombre que vende terreno[3]